# ماريا فان ريجيرسبيرش

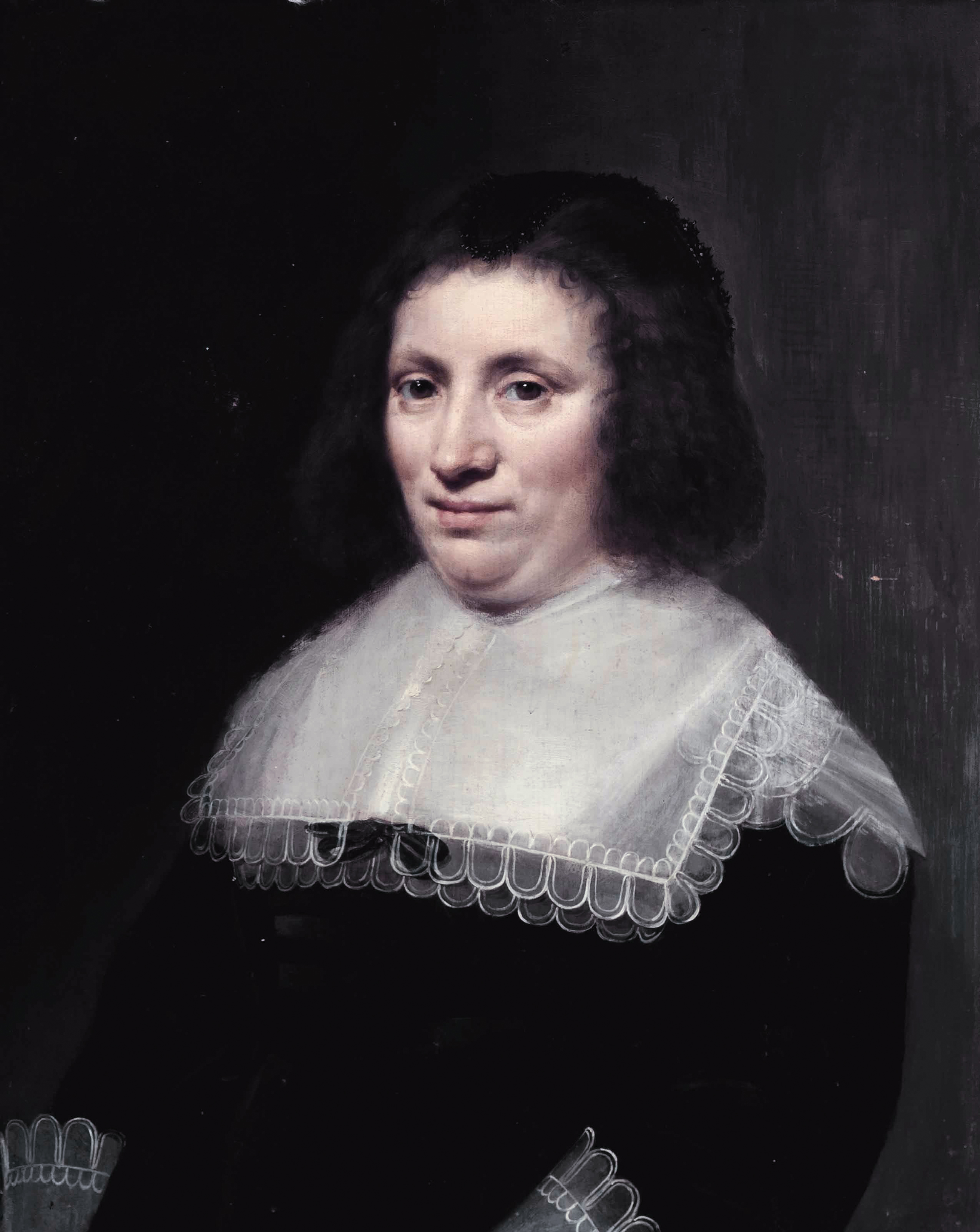
ماريا فان ريجيرسبيرش من قبل رسام من دائرة ميشيل يانسز

ماريا فان ريجيرسبيرش ( فيراه ؟ أو بولوني سور مير ؟، 7 أكتوبر 1589؟ — لاهاي، 19 أبريل 1653) كانت زوجة هوغو جروتيوس ، التي ساعدته على الهرب في عام 1621 من قلعة لوفشتاين أثناء سجنه هناك بعد محاكمته عام 1619.

## حياة سابقة
كانت ماريا ابنة فيير شيبين و العمدة بيتر فان ريجيرسبيرش  وماريا نيكولاي (المعروف أيضا باسم مايكن كلاسدر ). هرب والداها إلى بولوني سور مير خلال الأوقات المضطربة في عهد الحاكم العام روبرت دادلي ، إيرل ليستر الأول فوق الجمهورية الهولندية ، وربما عادت إلى فيير بعد ولادتها، حيث مسقط رأسها . وبما أن معظم النساء في ذلك الوقت، لم تتلق التعليم الرسمي، رغم أنها كانت قادرة على القراءة والكتابة. كانت عائلتها غنية وبالتالي كانت شريكة زواج مرغوبة بها. تزوجت ماريا من المحامي الجديد هوغو دي جروت (المعروف باسم جروتيوس) ، الذي تم تعيينه مؤيدًا للمحاماة في هوف فان هولاند في 2 يوليو 1608 في فيير.
استقر الزوجان في لاهاي حيث تلقى جروتيوس مهنة سريعة تحت إشراف يوهان فان أولدنبارنفلت، محامي هولندا لاند . في عام 1613 تم تعيينه متقاعدًا لمدينة روتردام حيث كان تمثيل هذه المدينة في ولايتي هولندا وفريزلاند الغربية والولايات العامة لهولندا هو المهمة الرئيسية. خلال هذه الفترة، وُلد أولادهم السبعة: كورنيليا (26 أبريل 1611) وكورنيليس (2 فبراير 1613) في لاهاي ؛ بيتر (24 فبراير 1614 ؛ توفي 18 يونيو 1614) ؛ بيتر آخر (28 مارس 1615) ، فرانسوا (17 أغسطس 1616 ؛ توفي 3 مايو 1617) ، ماريا (16 أبريل 1617) ، وديديريك (10 أكتوبر 1618 ؛ شهر ونصف بعد اعتقال جروتيوس) في روتردام 

## محاكمة جروتيوس والسجن والهروب
ألقي القبض على جروتيوس في 29 أغسطس 1618 ، مع فان أولدنبارنفلت، ورومبوت هوجيربيتس، معاون لايدن ، وجيلز فان ليدنبرج، وزير ولايات أوتريخت، للاشتباه في الخيانة، بناءً على أوامر المندوب موريس ، أمير أورانج . واحتُجزوا بمعزل عن العالم الخارجي لمدة ثمانية أشهر، وخلال ذلك الوقت لم يُسمح لماريا بزيارة زوجها في زنزانته في بيننهوف ، ولا حتى عندما أُصيب بمرض شديد. في النهاية، حُكم على جروتيوس بالسجن المؤبد في 18 مايو 1619 من قبل محكمة مكونة من 24 قاضيا مفوضا من الولايات العامة. كان عليه أن يقضي مدة عقوبته في قلعة لوفستين، إلى جانب هوغيربيتس، الذي تلقى نفس العقوبة.
بدأت ماريا على الفور في مضايقة الولايات العامة بتقديم عرائض للحصول على ظروف معيشية أفضل لزوجها. كانت في النهاية قادرة على الحصول على إذن للعيش في القلعة لفترات طويلة من الزمن مع أطفالها وعبيدها. حصلت أيضا على إذن لغروتيوس لتلقي الكتب لمساعدته في بحثه. تم نقل هذه الكتب في صندوق. في 22 مارس 1621 ، ساعدت ماريا زوجها جروتيوس ليختبأ في ذلك الصندوق، بينما زيفت شكل جسده على سريره بملابسه العلوية. تم نقل الصندوق إلى خوريكوم ، برفقة خادمة ماريا إلسي فان هووينغ ؛ بقيت ماريا في الوراء وحبس نفسها لفترة من الوقت. سافر جروتيوس إلى باريس وتبعته زوجته بعد إطلاق سراحها.

## الحياة في المنفى
في باريس، عبر جروتيوس عن امتنانه لزوجته التي ساعدته في هروبه من السجن في القصيدة اللاتينية سيلفا أد ثوانوم التي أوضح فيها خدعة الصندوق التي اخترعتها ماريا. سرعان ما أطلق غروتيوس العنان لسيل من الكتيبات والمنشورات التي دافع فيها عن نفسه وعن اولدنبارنفلت (وأشهرها، هو اعتذاره أو Verantwoordingh، التي نشرت في اللاتينية والهولندية في باريس في 1622). في العقد التالي، أصبح أيقونة للفصيلة التي ستنمو في Dutch States Party.
في 31 أكتوبر 1626 ، ولدت ابنة أخرى، فرانسواز، في باريس، والتي توفيت بعد فترة وجيزة.
لأن غروتيوس لا يمكن بأمان زيارة الجمهورية الهولندية ماريا كان كثيرا ما يطلب من إدارة شؤونه هناك. أخذت الرعاية من الاتصالات مع نظيره الهولندي الناشرين، كما بدأت العديد من الدعاوى القضائية إلى التراجع عن مصادرة أمواله (و لها لأن لها ثروة كبيرة في المجتمع الممتلكات التي تم الاستيلاء عليها في مجملها). لها الملكية الخاصة كانت ناجحة في 1625 (بعد وفاة موريس وتعيين أخيه غير الشقيق فريدريك هنري أمير أورانج الجديد stadtholder) ، في حين مصادرة غروتيوس أصول رفعت في 1630. كما أنها دعوى قضائية ضد روتردام على غروتيوس متأخرات في الدفع، لأن حكومة المدينة قد توقف راتبه بعد إدانته. من المراسلات مع زوجها خلال هذه الغيابات يصبح من الواضح أن ماريا كان المسؤول عن الشؤون المالية في الأسرة.
عُين جروتيوس سفيراً لكريستينا ملكة السويد في فرنسا عام 1635. بدأت ماريا بعد ذلك في العيش بأسلوب رائع، والعيش في مقر السفراء مع العديد من الخدم، وإقامة حفلات فخمة لزملائها الدبلوماسيين. في إحدى رحلاتها إلى لاهاي في هذه الفترة، استخدمت عربة مزودة بستة خيول، مما تسبب في الكثير من الغيرة بين سكان لاهاي، لمتع ماريا السرية. كما زارت ملكة فرنسا ريجنت، آن النمسا ، بانتظام من تلقاء نفسها. كانت ماريا لها دخلها الخاص من ممتلكاتها في الجمهورية. استثمرت (ليس دائما ) من تلقاء نفسها. باختصار، كانت امرأة مستقلة.
بعد وفاة جروتيوس في عام 1645 في روستوك , ماريا لم تسافر إلى دلفت لحضور جنازته، لكنها بقيت لفترة في باريس، حيث بدأت في مشروع نشر أعمال جروتيوس المجمعة (تابع أبنائها هذا العمل بعد موتها ). عادت في النهاية إلى لاهاي، حيث توفيت في 19 أبريل 1653. من وصيتها الأخيرة، يتضح أنها توفيت امرأة غنية، حيث أعطت ابنتها مهرًا كبيرًا، وتركت لأبنائها الثلاثة الباقين إرثاً كبيراً . تم دفنها مع زوجها في نيوي كيرك (دلفت) .